# Грінвуд (Індіана)
Грінвуд (англ. Greenwood) — місто (англ. city) в США, в окрузі Джонсон штату Індіана. Населення — 63 830 осіб (2020).

## Географія
Грінвуд розташований за координатами 39°36′34″ пн. ш. 86°6′26″ зх. д. / 39.60944° пн. ш. 86.10722° зх. д. (39.609531, -86.107240).  За даними Бюро перепису населення США в 2010 році місто мало площу 54,99 км², з яких 54,99 км² — суходіл та 0,00 км² — водойми. В 2017 році площа становила 72,28 км², з яких 72,28 км² — суходіл та 0,00 км² — водойми.

## Демографія
Згідно з переписом 2010 року, у місті мешкала 49 791 особа в 19 615 домогосподарствах у складі 12 845 родин. Густота населення становила 905 осіб/км².  Було 21339 помешкань (388/км²).
Расовий склад населення:
| - 90,1 % — білих - 3,7 % — азіатів - 1,7 % — чорних або афроамериканців - 0,3 % — корінних американців - 0,1 % — вихідців з тихоокеанських островів - 2,1 % — осіб інших рас |

До двох чи більше рас належало 2,1 %. Частка іспаномовних становила 5,0 % від усіх жителів.
За віковим діапазоном населення розподілялося таким чином: 26,6 % — особи молодші 18 років, 61,8 % — особи у віці 18—64 років, 11,6 % — особи у віці 65 років та старші. Медіана віку мешканця становила 34,0 року. На 100 осіб жіночої статі у місті припадало 93,9 чоловіків;  на 100 жінок у віці від 18 років та старших — 90,0 чоловіків також старших 18 років.
Середній дохід на одне домашнє господарство  становив 66 412 долари США (медіана — 54 176), а середній дохід на одну сім'ю — 75 949 доларів (медіана — 66 468). Медіана доходів становила 50 903 долари для чоловіків та 39 889 доларів для жінок. За межею бідності перебувало 13,7 % осіб, у тому числі 20,7 % дітей у віці до 18 років та 5,3 % осіб у віці 65 років та старших.
Цивільне працевлаштоване населення становило 25 704 особи. Основні галузі зайнятості: освіта, охорона здоров'я та соціальна допомога — 22,5 %, роздрібна торгівля — 14,5 %, виробництво — 13,4 %.